# Altomta
Altomta est un village situé dans la partie septentrionale de la municipalité d'Uppsala, dans le centre de l'Uppland, en Suède.
Altomta est situé à environ quatre kilomètres à l'ouest de Vattholma, dans la paroisse de Tensta et est connu pour ses riches vestiges archéologiques, tels que le site archéologique d'Årstahagen, qui comprend un certain nombre de vestiges, situé juste à l'est du village.
Le village est mentionné pour la première fois en 1355 ('i Adatompta'). C'est là que se trouve la ferme construite dans les années 1760 par le capitaine de la Compagnie suédoise des Indes orientales Carl Gustaf Ekeberg.
Les routes départementales C 700 et C 702 s'y rejoignent. 